# インカワシ山
インカワシ山 (Incahuasi) は、南アメリカのアンデス山脈にある火山である。山はアルゼンチンのカタマルカ州とチリのアタカマ州の間にある。インカワシ山頂は、海抜6,621メートル (21,722 ft)の高さがある。
火山には3.5-キロメートル 幅 (2.2 mi)のクレーターがあり、2つの成層火山から構成される。4つのスコリア丘は、7キロメートル (4.3 mi)北東に位置し、玄武岩・安山岩の溶岩が作られており、10平方キロメートル (4 sq mi)の面積を占めている。

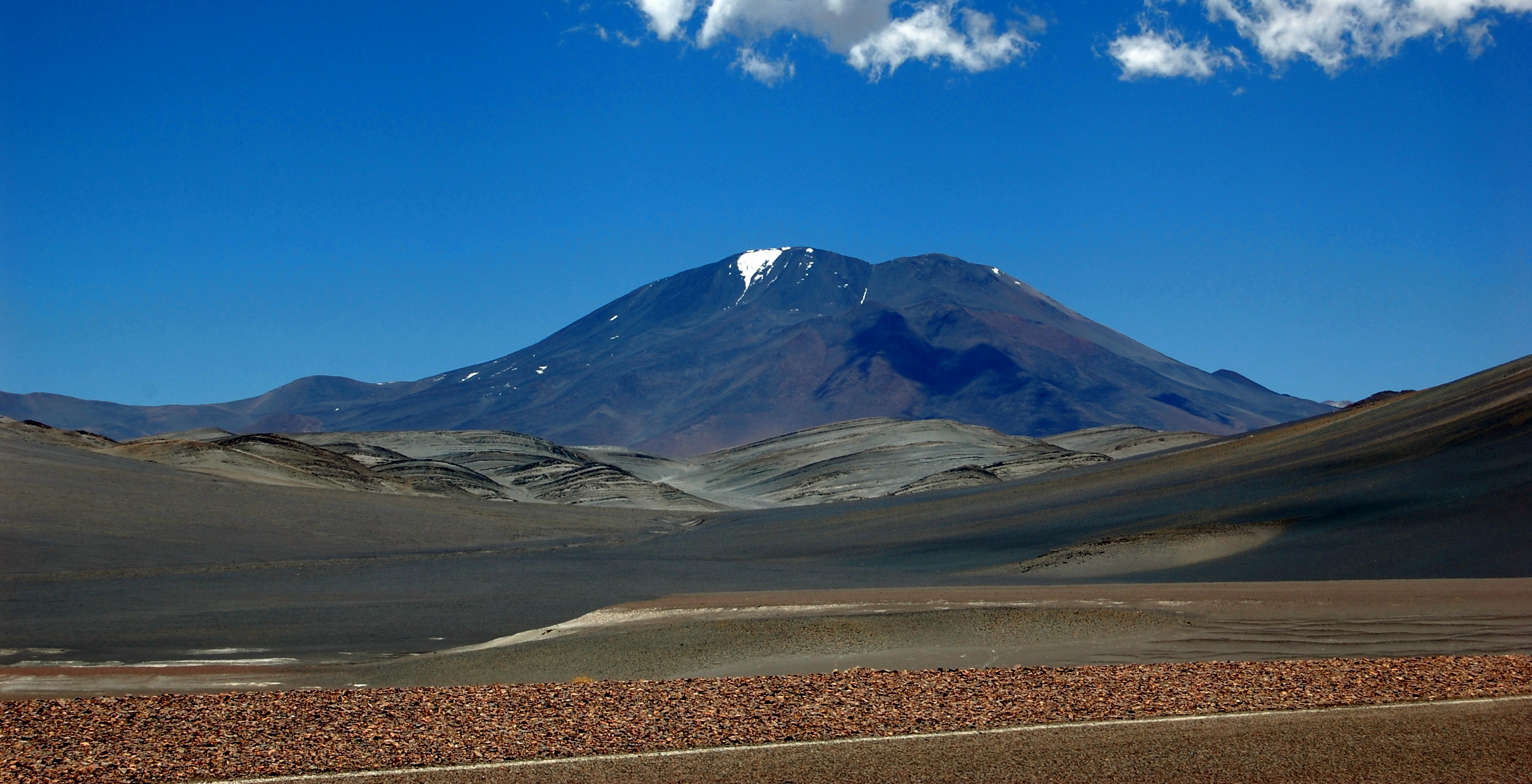
アルゼンチン、カタマルカ州の国道60号線から見たインカワシ山